# Maath Alousi

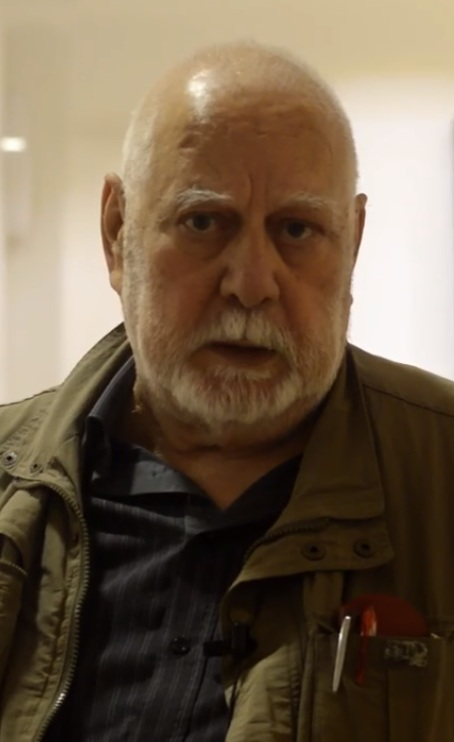
Maath Alousi (2016)

Maath Alousi, auch Maath Al-Alousi, (* 1938 in Bagdad, Irak) ist ein irakischer Architekt, Stadtplaner, Maler, Fotograf und Autor, der nach Mohamed Saleh Makiya, Rifat Chadirji, Kathan Al-Madfai und Hisham Munir für sein Lebenswerk 2018 mit dem renommierten Tamayouz Excellence Award geehrt wurde und mit diesen zu den irakischen Wegbereitern einer gemäßigten Architekturmoderne im Nahen Osten zählt.

## Leben
Maath Alousi wuchs in Bagdad auf. Von 1956 bis 1957 belegte er Kurse an der Fakultät für Landwirtschaft an der Universität Bagdad. Während er von 1957 bis 1961 drei Monate im Jahr als Assistent im Architekturbüro Alfred Oswald, Frankfurt, tätig war, studierte er an der Technischen Universität des Nahen Ostens (Middle East Technical University) in Ankara, Türkei, und 1964 an der AA School of Architecture, London, im Departement Development and Tropical Studies (Otto Königsberger) Architektur.
Von 1961 bis 1974 war er bei Iraq Consult, Bagdad, und wurde Partner, leitender Architekt und Manager der Firma. Von 1964 bis 1971 war er gleichzeitig Abteilungsleiter für Bildungseinrichtungen und öffentliche Bauten im Ministerium für Wohnungsbau und öffentliche Arbeiten, Bagdad.
1974 war Alousi Mitbegründer des Architektur-, Planungs- und Beratungsbüros TEST (1980 Alousi Associates Technical Studies) mit Sitz in Beirut, Libanon, und neun Regionalbüros im Nahen Osten. 1980 wurde das Bureau TEST aufgelöst. Alousi kehrte daraufhin auf Einladung des irakischen Architekten Rifat Chadirji, damals Berater des Bürgermeisters von Bagdad, in den Irak zurück, um seine erfolgreichen Wettbewerbsbeiträge „Haifa Street Development“ und „Al-Karkh Development project“ umzusetzen und durchzuführen.

## Sonstiges
Alousi ist Mitglied der Iraqi Architects Society wie der Iraqi Engineers Union, lehrt am Higher Institute of Technology und an der University of Technology in Bagdad, wo er auch als externer Prüfer für M.Sc.-Studiengänge im Städtebau abnimmt, und lebt auf Zypern.

## Werk (Auswahl)
- Kulturerbe-Zentrum Salalah, Oman (1979)
- Zentralbank Oman (1979)
- Al-Qabas Print Shop in Kuwait (1978)
- Haifa Street Development[3] – Al Karkh Development project[4] (1980–1985)
- Staatsmoschee Bagdad (1982/83; Wettbewerb mit Issam El-Said, Manfred Sundermann)[5]
- Aya-Gebäude in Al-Saadoun, Bagdad (1986)
- Botschaft der Vereinigten Arabischen Emirate in Muscat, Oman (1986)
- Al-Waziriya hospital, Bagdad (1989)
- Alousi-Kubus-Haus, Bagdad (1991)[6]

## Schriften
- The Visual Diary of an Arab Architect: Maath Alousi, Third World Centre for research, S. S. Damlouji London (Hrsg.): 1983
- Nostos, a Tale of a Street in Baghdad, Rimal Publication: 2012
- Visual Narrative of an Arab Architect Maath Alousi, Al-Adib Books, Amman: 2015
- Topos, a Tale of Time and Place” Al Kamel Verlag, Beirut: 2017
- Dhromos, a Tale of Profession, Al-Adib Books, Amman: 2018
- Reflections in the Time of Corona, Al-Adib Books, Amman: 2021